# Panurgus platymerus
Panurgus platymerus är en biart som beskrevs av Pérez 1895. Panurgus platymerus ingår i släktet fibblebin, och familjen grävbin. Inga underarter finns listade i Catalogue of Life.